# Drew Gilpin Faust
Catharine Drew Gilpin Faust, född 18 september 1947 i New York, är en amerikansk historiker, administratör och sedan 1 juli 2007 rektor för Harvard-universitetet. Hon är universitets första kvinnliga rektor och Harvards första rektor sedan 1672 som inte har en kandidat- eller högre examen från Harvard. Hennes akademiska befattning vid Harvard är som Lincoln Professor of History.
Faust växte upp i Clarke County i Virginia. Hon tog sin bachelorexamen i historia vid Bryn Mawr College 1968 och fortsatte vid University of Pennsylvania där hon tog en mastersexamen 1971 och en Ph.D. 1975. Hennes område är amerikanska söderns historia under antebellum-perioden och amerikanska inbördeskriget. 2001 utsågs hon till dekanus för Radcliffe Institute for Advanced Study.

## Utmärkelser
- Faust fanns med på listan över de mest inflytelserika personerna i världen, Time 100 som tidskriften Time publicerade 2007.
- Faust blev hedersdoktor vid Bowdoin College i maj 2007.

## Utvalda publikationer
- This Republic of Suffering: Death and the American Civil War (Knopf, 2008) ISBN 978-0375404047
- Mothers of Invention: Women of the Slaveholding South in the American Civil War (University of North Carolina Press, 1996) ISBN 978-0807855737
- Southern Stories: Slaveholders in Peace and War (University of Missouri Press, 1992) ISBN 978-0826209757
- The Creation of Confederate Nationalism: Ideology and Identity in the Civil War South (Louisiana State University Press, 1982) ISBN 978-0807116067
- James Henry Hammond and the Old South: A Design for Mastery (Louisiana State University Press, 1982) ISBN 978-0807112489
- A Sacred Circle: The Dilemma of the Intellectual in the Old South, 1840-1860 (University of Pennsylvania Press, 1977) ISBN 978-0812212297